# Opinion
L'opinion est un jugement que l'on porte sur un individu, un être vivant, un phénomène, un fait, un objet ou une chose. Elle peut être considérée comme bonne ou mauvaise. L'opinion peut influencer et peut donner de bonnes ou mauvaises informations sur un sujet étudié au sein d'un groupe, d'une personne, d'un objet. Une opinion (terme issu du verbe latin opinari) est un ensemble de jugements que l’on se fait à propos d’un objet. Selon les Définitions du pseudo-Platon, l’opinion est la « conception que la persuasion peut ébranler ; fluctuation de la pensée par le discours, ; pensée que le discours peut mener aussi bien au faux qu’au vrai »,. D’après Priscien de Lydie, Théophraste et Aristote définissent l’intelligence comme une faculté différente de la sensibilité, aussi bien que de l’opinion et de la raison. Selon Théophraste, une opinion est une déclaration concernant ce qu’il faut faire. Les opinions peuvent être paradoxales, consensuelles ou douteuses.

## Formes d'expression de l'opinion
On parle d’« opinion personnelle » lorsqu'elle est émise par une personne considérée dans son individualité et d’une « opinion publique » ou « populaire » quand elle est portée collectivement par la société ou présentée comme telle. Similairement, une opinion est subjective si elle se base essentiellement sur le ressenti ou la position personnelle plutôt que des faits ou raisons objectifs. 
Le jugement d’un expert n'a pas la même portée qu'une « opinion profane ». Un jugement sur un savoir canonique est par exemple requis en droit ou en science. Dans ce cas, l’opinion du commun des mortels n’a pas la même valeur que le jugement d’un expert dans le domaine en question. Contrairement à l’opinion populaire, l’expert peut produire un jugement qui dépasse sa propre subjectivité.[réf. nécessaire]

## L’opinion en philosophie
Dans le texte célèbre sur l’analogie de la ligne de La République, Platon affirme que l’opinion ou doxa, regroupe deux types de connaissances : la croyance et l’illusion. Dans ces deux cas, nos opinions peuvent être influencées par notre milieu social, notre caractère affectif et nos préjugés. Dans l'allégorie de la caverne, l'opinion est représentée par les ombres projetées au fond de la caverne et qui maintiennent les esclaves dans leur « prison ». Toujours pour Platon, l'opinion s'oppose à la science, c'est-à-dire la connaissance hypothétique ou anhypothétique. 
Ainsi, on ne peut considérer l’opinion (individuelle) comme reposant sur quelque chose d’assez solide pour relever de la connaissance : elle repose sur un jugement que l’individu porte sans prendre nécessairement garde à le fonder. Pour accéder à un savoir suffisant pour que l'on puisse parler de connaissance, l’individu doit selon Descartes (comme il l’explique dans ses Méditations métaphysiques et son Discours de la méthode) remettre en cause ce qu’il croit savoir pour, en quelque sorte, reconstruire consciemment son savoir, en en examinant chaque partie.

## Changement d'opinion
Dans les années 1920, Edwards Bernays publie Propaganda (1928) dans lequel il indique les techniques pour manipuler l'opinion publique dans un système démocratique. 
Une étude de Janis et King (1954), répliquée plusieurs fois depuis, a montré que le jeu de rôle peut être un facteur de changement d'opinion sur un sujet. Si un sujet défend sincèrement et activement un sujet qu'il a préparé, il est plus susceptible de changer d'opinion sur ce sujet, comparativement à une réception simple. Une grande improvisation lors de la prestation et le fait d'être satisfait de sa performance sont des facteurs positifs.